# Cerekwica (województwo wielkopolskie)
Cerekwica – wieś w Polsce położona w województwie wielkopolskim, w powiecie poznańskim, w gminie Rokietnica.

## Położenie
Położona na południe od Jeziora Pamiątkowskiego, przy drodze wojewódzkiej nr 184 i w sąsiedztwie nieczynnej linii kolejowej Rokietnica-Skwierzyna (najbliższa stacja: Mrowino).

## Historia
Miejscowość pierwotnie była związana z Wielkopolską. Istnieje co najmniej od drugiej połowy XIV wieku i ma średniowieczną metrykę. Pierwszy zachowany zapis pochodzi z łacińskiego dokumentu z 1388 gdzie odnotowano ją jako "Czirekwicza", 1417 "Czyrequicza", 1423 "Czyrqwycza", 1469 "Cyrekuicza, Cyrkwicza", 1499 "Czyrquicze", 1563 "Czerquicza".
Wieś była początkowo własnością szlachecką w dobrach Szamotuły należącą do wielkopolskiej szlachty z rodu Szamotulskich herbu Nałęcz, a także Świdwów. W 1445 leżała w powiecie poznańskim województwa poznańskiego w Koronie Królestwa Polskiego. Od 1404 była siedzibą własnej parafii. W 1508 należała do dekanatu Oborniki.
W 1388 odnotowany został Mikołaj z Cerekwicy. W 1417 dziedzicem wsi był Mścigniew zwany Przekuła, który zeznał, że jego siostry Smisława, Dzierżka i Dorota zapłaciły mu wszystkie pieniądze, które wniósł do Cerekwicy i wobec tego nie ma żadnych roszczeń do ich wsi zwanej Sadowie. W 1415 właścicielem miejscowości był podkomorzy kaliski Dobrogost z Szamotuł, który toczył spór sądowy z Januszem Gorajskim. W 1445 już jako kasztelan poznański zapisał Elżbiecie żonie swojego syna Jana Świdwy z Szamotuł po 200 grzywien posagu oraz wiana na wsiach Cerekwica, Chlewiska, Napachanie oraz Brzeźno. W 1466 Elżbieta wdowa po Janie Świdwie z Szamotuł, pani wienna w Cerekwicy, Napachaniu i Chlewiskach toczyła spór sądowy z Sędziwojem Żydowskim z Żydowa. W 1474 wdowa Elżbieta Świdwina z Cerekwicy wysłała ze swych dóbr trzech łuczników na wyprawę wojenną w czasie najazdu Macieja Korwina na Wielkopolskę, a później odwetowego uderzenia króla polskiego Kazimierza IV Jagiellończyka na Śląsk.
Miejscowość odnotowały także historyczne rejestry podatkowe dzięki, którym znamy stosunki własnościowe we wsi. W 1469 wieś widniała w wykazie zaległości podatkowych. W 1496 kasztelan kaliski Andrzej Szamotulski dał córce Katarzynie połowę Szamotuł wraz z wsiami, a w tym m.in. z połową Cerekwicy, dopóki nie wypłaci jej przyszłemu mężowi 2000 grzywien posagu. W latach 1498-1499 miejscowość figurowała w wykazie zaległości podatkowych. W 1510 we wsi odnotowano jedynie zagrodników. Cerekwica była wówczas wsią należącą do wojewody poznańskiego Andrzeja z Szamotuł oraz Wincentego Świdwy z Szamotuł. Nie posiadała ona łanów, a tylko folwark należący do Świdwy. We wsi było także dwóch karczmarzy w karczmach oraz kolonista (łac. "colonus") Świdwy. W 1577 płatnikiem poboru podatkowego był Jan Świdwa. W 1580 również on zapłacił podatki ze wsi, w której było także 6 zagrodników oraz jeden "colonus".
Zachowały się także inne zapisy o wsi pochodzące ze źródeł sądowych oraz kościelnych. Pierwszy kościół w Cerekwicy wybudowano przed 1404 rokiem. Odnotowany został wówczas pleban cerekwicki Piotr Czerzuch, który prowadził spór sądowy z Katarzyną z Chomiąży w powiecie kcyńskim wdową po Jarandzie, a także z jej synami, dziedzicami Rokietnicy. W  1467 odnotowana została szkoła w Cerekwicy, której uczniami byli klerycy Jakub z Psar oraz Paweł z Chlewisk. W 1510 odnotowane zostały wsie należące do parafii cerekwickiej: Cerekwica, Pamiątkowo, Napachanie, Rokietnica, Krzyszkowo, Mrowino oraz Przecławek. W 1510 we wsi odnotowano kościół parafialny św. Wojciecha i Katarzyny, do którego prawo patronatu mieli panowie Szamotulscy. Miejscowy pleban miał mały folwark oraz lasek zwany "Poświątne". Pobierał on dziesięcinę snopową z folwarku Wincentego Świdwy w Cerekwicy, dziesięcinę z jednego pola folwarcznego oraz po groszu od karczmarza i 4 zagrodników we wsi Przecławek, a także dziesięcinę z folwarku we wsi Krzyszkowo; dziesięcinę z innego folwarku oraz meszne od kmieci ze wsi Mrowino, a także po jednej ćwiertni żyta oraz jednej ćwiertni owsa z łanów kmiecych we wsi Napachanie.
Od XVI do XVII wieku był w rękach protestantów. W źródłach sądowych zachowały się także zapisy konfliktów majątkowych miejscowych plebanów z lokalną szlachtą. W 1520 Maciej pleban cerekwicki pozwany został o zniesławienie przez Andrzeja Mrowińskiego. W 1536 pleban Błażej Karol z Cerekwicy pozwał Wojciecha i Andrzeja Mrowińskich m.in. o to, że siłą zagarnęli role i lasy zwane "Poświątne" i "Popowe", które z dawna należały do kościoła cerekwickiego, a także o to, że zabraniali swym kmieciom płacenia czynszu z ról, jakie ci dzierżawiili od plebana. Pozwani twierdzili natomiast, że role te i las od dawna należą do nich i do ich poprzedników, a nie do kościoła, na co pleban nie ma żadnego dokumentu i gołosłownie twierdzi, że plebani cerekwiccy bez przerwy posiadali te sporne obiekty. Według notatki z końca XVI wieku dziesięcina cerekwicka należała dawniej do prebendy kanonicznej w katedrze poznańskiej zwanej „Rokietnica”.

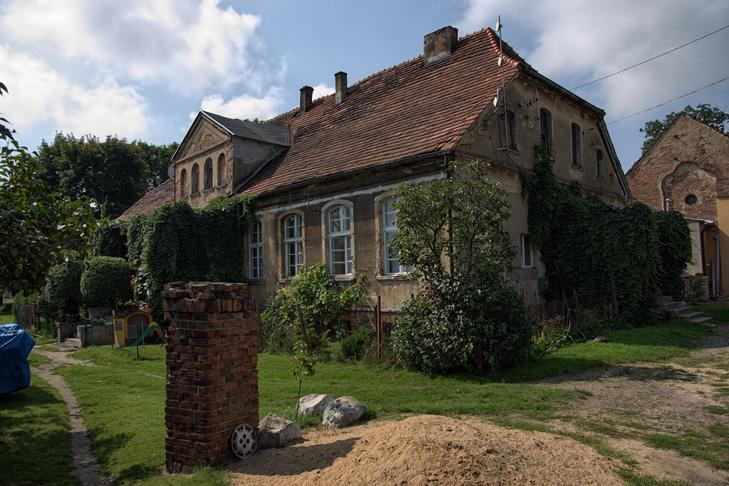
Dwór Baarthów

Wieś szlachecka Czerqwicza należała w 1580 roku do powiatu poznańskiego województwa poznańskiego w Rzeczypospolitej Obojga Narodów. Wskutek II rozbioru Polski w 1793, miejscowość przeszła pod władanie Prus i jak cała Wielkopolska znalazła się w zaborze pruskim. Później była własnością Prusińskich. Pod koniec XIX stulecia liczyła 6 domostw i 59 mieszkańców wyznania katolickiego (spośród których 8 było analfabetami). Parafia należała wówczas do dekanatu obornickiego. W latach 1975–1998 miejscowość należała administracyjnie do województwa poznańskiego. W 2020 oddano we wsi do użytku nową szkołę wybudowana w jeden rok

## Zabytki i wykopaliska
W miejscowości mieści się zabytkowy kościół Podwyższenia Krzyża Świętego z 1827 (lub z 1828), z wyposażeniem z XVI-XVIII-wiecznym, oraz pałac Bojanowskich herbu Junosza z XVII stulecia. Do rejestru zabytków został wpisany także park z początków XIX wieku.
W wykopaliskach prowadzonych na terenie wsi odkryto urny, zdobione łyżki i prymitywne zabawki.

## Osoby związane z miejscowością
W miejscowości mieszka pianista Jacek Kortus, a także pisarz, autor powieści kryminalnych Ryszard Ćwirlej. Akcja jego powieści Trzynasty dzień tygodnia rozgrywa się czasowo właśnie w Cerekwicy (a także w pobliskim Pamiątkowie); miejscowość jest również wymieniana w innej jego powieści – Jedyne wyjście.